# Inspiració (fisiologia)
La inspiració és el procés pel qual entra aire des d'un medi exterior cap a l'interior dels pulmons. És la fase activa de la respiració pulmonar. S'hauria de reservar el terme inhalació a la inspiració de certs gasos, vapors o líquids degudament polvoritzats, amb finalitats terapèutiques.

## Mecànica inspiratòria
Durant la inspiració el diafragma i els músculs intercostals es contrauen. El diafragma descendeix de la seva posició i els músculs intercostals, a conseqüència de la postura que adopten, eleven les costelles. Amb aquests moviment, el volum de la caixa toràcica augmenta conjuntament amb el volum dels pulmons, i es disposa d'un major espai. Amb l'augment de volum dels pulmons, la pressió de l'aire que es troba en ells disminueix i, producte de la diferència de pressions (ara major a l'exterior), l'aire penetra ràpidament a l'interior dels pulmons provocant en només alguns segons l'efecte contrari conegut com l'expiració.